# اولگ واسیلیف
اولگ واسیلیف (روسی: Олег Кимович Васильев؛ زادهٔ ۲۲ نوامبر ۱۹۵۹) اسکیت‌باز نمایشی اهل شوروی بود.